# Zbrodnia i kara (animacja)
Zbrodnia i kara – polski animowany film krótkometrażowy w reżyserii Piotra Dumały. Film jest adaptacją powieści Fiodora Dostojewskiego.
Rysunki wykonane zostały unikalną metodą - na płytach gipsowych. Umożliwiło to płynne przechodzenie jednego obrazu filmowego w drugi, a także uzyskiwanie faktur zbliżonych do malarstwa olejnego.

## Treść
Ubogi student Raskolnikow, mieszkający na poddaszu starej kamienicy, chcąc zyskać pieniądze na kształcenie morduje lichwiarkę Alonę Iwanownę oraz jej przyrodnią siostrę Lizawietę, która przypadkiem znalazła się w mieszkaniu. Po dokonanym mordzie Raskolnikow wraca do swojego pokoju. Zapada tam na ciężką chorobę, która jest wynikiem dokonanego czynu. Dręczą go halucynacje i wyrzuty sumienia.

## Nagrody i wyróżnienia
- 2000 – Piotr Dumała Kraków (Ogólnopolski Festiwal Autorskich Filmów Animowanych) – Złota Kreska[2]
- 2001 – Piotr Dumała Kazimierz Dolny (Lato Filmowe) Korona Króla Kazimierza czyli nagroda publiczności w kat. filmu animowanego[2]